# Hyundai i20 Coupe WRC
A Hyundai i20 Coupe WRC a Hyundai Rali-világbajnokságon 2017-től használt versenyautója, melyet a Hyundai Motorsport gyárt és versenyeztet. Első versenye a 2017-es Monte-Carlo-rali volt.

## Győzelmi lista
| Szezon | #  | Rali                       | Felszín | Versenyző        | Navigátor         |
| ------ | -- | -------------------------- | ------- | ---------------- | ----------------- |
| 2017   | 1  | 2017 Tour de Corse         | Aszfalt | Thierry Neuville | Nicolas Gilsoul   |
| 2017   | 2  | 2017 Rally Argentina       | Murva   | Thierry Neuville | Nicolas Gilsoul   |
| 2017   | 3  | 2017 Rally Poland          | Murva   | Thierry Neuville | Nicolas Gilsoul   |
| 2017   | 4  | 2017 Rally Australia       | Murva   | Thierry Neuville | Nicolas Gilsoul   |
| 2018   | 5  | 2018 Rally Sweden          | Hó      | Thierry Neuville | Nicolas Gilsoul   |
| 2018   | 6  | 2018 Rally de Portugal     | Murva   | Thierry Neuville | Nicolas Gilsoul   |
| 2018   | 7  | 2018 Rally Italia Sardegna | Gravel  | Thierry Neuville | Nicolas Gilsoul   |
| 2019   | 8  | 2019 Tour de Corse         | Aszfalt | Thierry Neuville | Nicolas Gilsoul   |
| 2019   | 9  | 2019 Rally Argentina       | Murva   | Thierry Neuville | Nicolas Gilsoul   |
| 2019   | 10 | 2019 Rally Italia Sardegna | Murva   | Dani Sordo       | Carlos del Barrio |

## Teljes Rali-világbajnokság eredménylista
| Szezon | Csapat                  | Versenyző         | Fordulók | Fordulók | Fordulók | Fordulók | Fordulók | Fordulók | Fordulók | Fordulók | Fordulók | Fordulók | Fordulók | Fordulók | Fordulók | Fordulók | Pontok | Helyezés |
| Szezon | Csapat                  | Versenyző         | 1        | 2        | 3        | 4        | 5        | 6        | 7        | 8        | 9        | 10       | 11       | 12       | 13       | 14       | Pontok | Helyezés |
| ------ | ----------------------- | ----------------- | -------- | -------- | -------- | -------- | -------- | -------- | -------- | -------- | -------- | -------- | -------- | -------- | -------- | -------- | ------ | -------- |
| 2017   | Hyundai Motorsport      | Thierry Neuville  | MON 15   | SWE 13   | MEX 3    | FRA 1    | ARG 1    | POR 2    | ITA 3    | POL 1    | FIN 6    | GER 44   | ESP Ki   | GBR 2    | AUS 1    |          | 345    | 2.       |
| 2017   | Hyundai Motorsport      | Dani Sordo        | MON 4    | SWE 4    | MEX 8    | FRA 3    | ARG 8    | POR 3    | ITA 12   | POL 4    | FIN 9    | GER 34   | ESP 15   | GBR 10   | AUS      |          | 345    | 2.       |
| 2017   | Hyundai Motorsport      | Hayden Paddon     | MON Vi   | SWE 7    | MEX 5    | FRA 6    | ARG 6    | POR Ki   | ITA Ki   | POL 2    | FIN Ki   | GER 8    | ESP      | GBR 8    | AUS 3    |          | 345    | 2.       |
| 2017   | Hyundai Motorsport      | Andreas Mikkelsen | MON      | SWE      | MEX      | FRA      | ARG      | POR      | ITA      | POL      | FIN      | GER      | ESP 18   | GBR 4    | AUS 11   |          | 345    | 2.       |
| 2018   | Hyundai Shell Mobis WRT | Thierry Neuville  | MON 5    | SWE 1    | MEX 6    | FRA 3    | ARG 2    | POR 1    | ITA 1    | FIN 9    | GER 2    | TUR 16   | GBR 5    | ESP 4    | AUS Ki   |          | 341    | 2.       |
| 2018   | Hyundai Shell Mobis WRT | Andreas Mikkelsen | MON 13   | SWE 3    | MEX 4    | FRA 7    | ARG 5    | POR 16   | ITA 18   | FIN 10   | GER 6    | TUR 5    | GBR 6    | ESP 10   | AUS 11   |          | 341    | 2.       |
| 2018   | Hyundai Shell Mobis WRT | Dani Sordo        | MON Ki   | SWE      | MEX 2    | FRA 4    | ARG 3    | POR 4    | ITA      | FIN      | GER Ki   | TUR      | GBR      | ESP 5    | AUS      |          | 341    | 2.       |
| 2018   | Hyundai Shell Mobis WRT | Hayden Paddon     | MON      | SWE 5    | MEX      | FRA      | ARG      | POR Ki   | ITA 4    | FIN 4    | GER      | TUR 3    | GBR 7    | ESP      | AUS 2    |          | 341    | 2.       |
| 2019   | Hyundai Shell Mobis WRT | Thierry Neuville  | MON 2    | SWE 3    | MEX 4    | FRA 1    | ARG 1    | CHL Ki   | POR 2    | ITA 6    | FIN 6    | GER 4    | TUR 8    | GBR 2    | ESP      | AUS      | 340*   | 1.*      |
| 2019   | Hyundai Shell Mobis WRT | Andreas Mikkelsen | MON Ki   | SWE 4    | MEX Ki   | FRA      | ARG 2    | CHL 7    | POR      | ITA 3    | FIN 4    | GER 6    | TUR 3    | GBR 6    | ESP      | AUS      | 340*   | 1.*      |
| 2019   | Hyundai Shell Mobis WRT | Sébastien Loeb    | MON 4    | SWE 7    | MEX      | FRA 8    | ARG      | CHL 3    | POR Ki   | ITA      | FIN      | GER      | TUR      | GBR      | ESP      | AUS      | 340*   | 1.*      |
| 2019   | Hyundai Shell Mobis WRT | Dani Sordo        | MON      | SWE      | MEX 9    | FRA 4    | ARG 6    | CHL      | POR 23   | ITA 1    | FIN      | GER 5    | TUR 5    | GBR      | ESP      | AUS      | 340*   | 1.*      |
| 2019   | Hyundai Shell Mobis WRT | Craig Breen       | MON      | SWE      | MEX      | FRA      | ARG      | CHL      | POR      | ITA      | FIN 7    | GER      | TUR      | GBR 8    | ESP      | AUS      | 340*   | 1.*      |

* Szezon folyamatban.